# 1728
Năm 1728 (số La Mã: MDCCXXVIII) là một năm nhuận bắt đầu từ ngày thứ năm trong lịch Gregory (hoặc một năm nhuận bắt đầu từ ngày thứ hai của lịch Julius chậm hơn 11 ngày).